# Musée Saint-Germain
Le musée Saint-Germain d'Auxerre est installé dans les bâtiments monastiques de l’abbaye Saint-Germain, témoin de la Renaissance carolingienne du IXe siècle en Europe.

## Présentation
Ce lieu abrite la nécropole des évêques d’Auxerre depuis la mort de Saint Germain au Ve siècle, des cryptes et fresques carolingiennes, une avant-nef et une nef du XIe siècle, des salles romanes, une église gothique et un cloître classique.
Quinze siècles de l’histoire d’Auxerre mais aussi la vie spirituelle et intellectuelle en Occident sont à découvrir. Les dortoirs de moines abritent le musée archéologique où les collections de la préhistoire, de la protohistoire ainsi que de l’époque gallo-romaine sont présentées. Trois salles présentent l'histoire de l'abbaye, de son scriptorium et les collections d'archéologie et de numismatique médiévales.
L'importante collection de peintures n'est pas exposée, le musée ne présentant aujourd'hui que les œuvres antiques et médiévales, et ne prévoyant aucun aménagement pour les collections des Beaux-Arts.
Un chef-d'œuvre de l'art grec, la Dame d'Auxerre, fut échangé avec le musée du Louvre en 1909.